# Qutaiba ibn Muslim
Abū Ḥafṣ Qutaiba ibn Abī Ṣāliḥ Muslim ibn ʿAmr al-Bāhilī (en árabe: أبو حفص قتيبة بن أبي صالح مسلم بن عمرو الباهلي‎; 669-715/6) fue un jefe militar árabe del Califato omeya que ejerció el cargo de gobernador de Jorasán y descolló en la conquista de Transoxiana durante el reinado de al-Walid I (705-715). Soldado y administrador capaz, consolidó la autoridad musulmana en la región y extendió el califato mediante la conquista de la mayoría de la Transoxiana. Sometió los principados de Tojaristán y conquistó el de Bujará entre el 705 y el 710 aproximadamente; luego, entre el 710 y el 712, se apoderó de Corasmia y completó la conquista de Sogdiana con la toma de Samarcanda. Esto le franqueó el acceso al valle del Jaxartes, en el que llevó a cabo campañas anualmente durante sus últimos años de vida, extendiendo el control musulmán hasta el valle de Ferganá. Para aumentar el tamaño de su reducido ejército, emprendió grandes levas de jorasaníes y transoxianos, que combatieron junto con las tropas árabes musulmanas. Se rebeló tras la muerte del califa Walid, pero no obtuvo el respaldo del ejército y fue asesinado. La mayoría de sus conquistas en la Transoxiana se perdieron en los años que siguieron a su muerte; los musulmanes solo recobraron estos territorios en la década del 740, y su autoridad se afianzo únicamente tras la batalla del Talas del 751.

## Orígenes y juventud
Qutaiba ibn Muslim nació en el 669 en Basora, en el seno de una familia influyente de la tribu Bahila. Su padre, Muslim ibn Amr, había disfrutado del favor de los omeyas, pero luchó junto a su enemigo Musab ibn al-Zubair en la batalla de Maskin, a finales de la segunda guerra civil musulmana. Murió en la lid, pero mientras yacía moribundo logró que Abd al-Malik ibn Marwan prometiese no actuar contra su hijo. Ibn Muslim fue al comienzo protegido de Anbasa ibn Saíd, pero luego atrajo la atención del poderoso gobernador de Irak y el Oriente, Al-Hayyach ibn Yúsuf, durante el aplastamiento de la rebelión de Abd al-Rahman ibn Muhammad ibn al-Ashaz en 700/701. Arrebató Rayy al rebelde Umar ibn Abi'l-Sal en el 701 y, con el apoyo de Ibn Yúsuf, obtuvo el gobierno de la ciudad.
Abd al-Malik lo nombró luego gobernador de confederaciones –a finales del 704 o principios del año siguiente–. La elección de Ibn Muslim, que pertenecía a la tribu —bastante débil—, estuvo motivada por el deseo de Ibn Yúsuf de acabar con la grave rivalidad entre las confederaciones de árabes de sur o «yemeníes» (Azd y Rabī'a) y del norte (Qais) que aquejaba a los árabes del Jorasán mediante el nombramiento de un nuevo gobernador que no perteneciese a ninguna de las dos agrupaciones tribales. La tribu Bahila era neutral, si bien generalmente se coligaba con los qaisíes, lo que también favorecía el objetivo de Ibn Yúsuf de debilitar a los azdíes, que habían dominado en el Jorasán en tiempos del gobernador Yazid Ibn al-Muhallab. La debilidad de la tribu de Ibn Muslim también hacía albergar al gobernador la esperanza de que Ibn Muslim tuviese que mantener estrechos vínculos con él para sostenerse en su nueva provincia. Ibn Muslim pasó los siguientes diez años en Asia Central, consolidando y extendiendo la autoridad musulmana en la región. Empleó para ello sus habilidades militares, diplomáticas y organizativas y, muy en particular, su capacidad para granjearse el apoyo de la población iraní y de la poderosa nobleza persa (dihqan).

## Conquistas en Asia Central
Los árabes habían alcanzado el Asia Central en la década que siguió a su gran victoria en la batalla de Nihavand del 642, que les había permitido completar la conquista del Imperio sasánida mediante la ocupación de Sistán y Jorasán. Las primeras incursiones árabes allende el Oxus alcanzaron Shash y Corasmia, pero fueron fundamentalmente expediciones de saqueo y extracción de tributos, y quedaron interrumpidas por las disputas intertribales que aquejaron al Jorasán durante la segunda fitna (683-692). Los gobernadores posteriores, sobre todo Saíd ibn Uthman y Al-Muhallab ibn Abi Suffrah, trataron de conquistar los territorios al norte del río, pero  no lo lograron. Los príncipes nativos aprovecharon las rivalidades entre árabes y, con la ayuda del renegado árabe Musa ibn Abdalá ibn Jazim, que en el 689 se apoderó de la fortaleza de Termez, expulsaron a los árabes de la zona. No obstante, los príncipes transoxianos también sufrían rivalidades que les impidieron unirse para frustrar la conquista musulmana; Ibn Muslim aprovechó estas divisiones entre los señores de la región a partir del 705.

### Conquista de Tojaristán y Bujará

Mapa de Jorasán, Transoxiana y Tojaristán.

La primera meta que se fijó Ibn Muslim fue sofocar la rebelión en el Bajo Tojaristán, que alcanzó pronto mediante la reconquista de Balj. A continuación sometió a los príncipes nativos del alto Oxus, entre los que destacaba Tish, rey de al-Saghaniyán, quien solicitó la colaboración de Ibn Muslim en la disputa que mantenía con el señor vecino de Ajarún (o Ajrún) y Shuman, en las comarcas montañosas del norte de Tojaristán. Tras dilatadas negociaciones que llevó Sulaim el Persa, el tarjan Nizak, señor del principado heftalita de Badghis, se sometió también a Ibn Muslim y prometió acompañarlo en sus expediciones.
Ibn Muslim pasó los años que van del 706 al 709 dedicado a la larga y sangrienta conquista de Sogdiana. La región se hallaba sumida en la guerra civil: el señor de Wardana se había apoderado de Bujará; sin embargo, otro magnate de la zona, el Junuk Juda, se había proclamado rey de la ciudad. Ibn Muslim aprovechó el conflicto para adueñarse con facilidad de Baykand tras dos meses de asedio. Dejó en ella una pequeña guarnición antes de marchar, que hubo de afrontar casi de inmediato una revuelta de la población. El ejército árabe volvió y saqueó la ciudad. Los hombres en edad de combatir fueron pasados por las armas y las mujeres y los niños, vendidos como esclavos; el botín fue enorme, especialmente en armaduras y armas, que sirvieron para equipar al ejército árabe. El castigo brutal al que Ibn Muslim sometió a Baykand causó impresión en la región: los sogdianos arrumbaron sus diferencias y los príncipes de Kish y Nasaf se unieron al señor de Wardana. Los relatos árabes mencionan que en las hostilidades participaron huestes turguesas, pero es probablemente un anacronismo. Ibn Muslim se hizo con dos ciudades apartadas (Tumuskath y Ramithana) en la campaña de 707, antes de que los sogdianos amenazasen su retaguardia. Ibn Muslim evitó plantar batalla y entabló negociaciones para ganar tiempo, que empleó para retirarse apresuradamente a la otra orilla del Oxus pasando por la Puerta de Hierro y vadeando el gran río en Termez. La campaña de 708 también resultó un fracaso que desató la ira de Ibn Yúsuf.  Este trazó el plan de campaña del año siguiente: un ataque directo contra Bujará que sorprendió al enemigo, para entonces debilitado posiblemente por la muerte del jefe de la liga, el señor de Wardana. La ciudad fue tomada por asalto; se le impuso un tributo de doscientos mil dírhams y una guarnición árabe. Poco después, Tarjún, señor de Samarcanda, envió emisarios a Ibn Muslim y se sometió a la autoridad del califa, al que se avino a pagar tributo.
A este triunfo le siguió el levantamiento en el otoño del 709 de gran parte del Bajo Tojaristán, acaudillado por Nizak de Badhgis, que contó con el apoyo de los principados de Yalqán y Faryab, así como de la ciudad de Balj. Nizak trató de que toda la región se alzase obligando a sumarse a la revuelta al señor teórico de ella, el yabghu. El año estaba demasiado avanzado para emprender una expedición de castigo y el ejército musulmán, formado por reclutas, no estaba reunido, pero pese a todo Ibn Muslim ordenó a su hermano Abderramán que se encamise a Balj con los doce mil hombres de la guarnición de Merv para afianzar el control musulmán de esta plaza. La maniobra sirvió para evitar que algunos señores de la región se uniesen a los rebeldes y en la primavera siguiente, Abderramán pudo volver a someter el Tojaristán casi sin derramamiento de sangre. La mayoría de los cabecillas rebeldes huyeron o capitularon y finalmente Nizak fue prendido y ajusticiado por orden de Ibn Yúsuf, pese a que se le había prometido el perdón; el yabghu fue exiliado a Damasco y allí permaneció en calidad de rehén. Tojaristán quedó sometido más firmemente a la autoridad califal mediante el nombramiento de representantes musulmanes en cada corte principesca; estos representantes del califa fueron arrinconando paulatinamente a los príncipes. Abderramán ibn Muslim quedó como supervisor de la zona, con una guarnición en Balj. La veloz supresión del alzamiento de Nizak no desanimó al rey de Shumán y Ajarún, que también se rebeló. Ibn Muslim mandó un ejército contra él, sitió su ciudadela y la expugnó. El rey pereció en la batalla, y sus seguidores fueron pasados por las armas. Ibn Muslim se encaminó luego hacia el oeste pasando por la Puerta de Hierro, tomó Kish y Nasaf y visitó Bujará, donde reconcilió a árabes y lugareños, entregó el gobierno al príncipe sogdiano Tughshada y estableció una colonia militar árabe. En el 712/713, mandó construir una mezquita en la ciudadela de la ciudad; las autoridades árabes animaron a la población a convertirse y le pagaron para que asistiese a los rezos, pero incluso así la islamización avanzó lentamente.
Por entonces Ibn Muslim aplicó una medida inusitada hasta entonces en la región: el reclutamiento de jorasaníes, normalmente entre diez y veinte mil y mayoritariamente no musulmanes, para complementar el ejército tribal árabe, el muqatila. Esta medida se extendió luego a los nuevos territorios conquistados en Sogdiana y Corasmia. Esto se debió a la necesidad de aumentar el número de tropas para controlar el territorio conquistado y continuar la expansión musulmana; fue un medio de emplear a la población local al servicio de los árabes y privar de estos soldados a potenciales rebeldes, reduciendo al mismo tiempo la probabilidad de alzamientos. También pudo ser un intento de Ibn Muslim de crear un ejército fiel a su persona. A partir del 712 aproximadamente, parece que Ibn Muslim empezó a reclutar también un cuerpo especial, conocido como el de los «arqueros», entre la nobleza jorasaní, tocaria y sorgiana. La habilidad de estos era tal que se los llamaba  rumāt al-buduq («arqueros que atraviesan las pupilas»); se cree que sirvieron de guardia pretoriana de Ibn Muslim. El principal notable converso jorasaní fue Hayyán an-Nabati, que en los textos de al-Tabari aparece frecuentemente como el jefe militar principal de los reclutas jorasaníes y el primer negociador con los sogdianos.
Ibn Yúsuf ordenó luego a Ibn Muslim que marchase contra el reino heftalita de Zabulistán, cuyo señor, que ostentaba el título de zunbil, había supuesto desde hacía tiempo una amenaza para la provincia de Sistán. Las anteriores expediciones contra él no habían conseguido nada y se hubo de pagar un tributo para que se aviniese a firmar una tregua. La existencia del Zabulistán independiente era además un peligro para el dominio musulmán sobre los principados heftalitas de Tojaristán, que podían decidir solicitar su ayuda contra los musulmanes. Por ello, Ibn Muslim encabezó un gran ejército que se dirigió al sur, si bien no tuvo que combatir: el zunbil se ofreció al punto a someterse a la autoridad califal y a pagar tributo. Ibn Muslim optó por aceptar estas condiciones y la fácil victoria, pues la alternativa era una ardua campaña en el montañoso Zabulistán. Se retiró sin dejar guarniciones en la zona y tan pronto como se hubo marchado el zunbil dejó de desembolsar el prometido tributo. Pese a ello, las victorias de Ibn Muslim despertaron gran entusiasmo entre los musulmanes; contemporáneas de las de Mohamed ben Qasim al-Taqafi en el noroeste de la India, hicieron que Ibn Yúsuf llegase a ofrecer el gobierno de China a aquel de los dos campeones que la alcanzase primero.

### Conquista de Corasmia y expediciones al valle del Jaxartes
Los habitantes de Samarcanda aprovecharon la marcha al sur de Ibn Muslim para derrocar a Tarjún, tenido por demasiado débil frente a los árabes, y colocar en su lugar al príncipe Gurak. Ibn Muslim se aprestaba a marchar contra la ciudad en el invierno del 711/712 cuando recibió la visita de emisarios del rey de Corasmia. Esta había sido sometida a mediados de la década del 690 por Umayya ibn Abdalá, pero se independizó tan pronto como este se retiró; el soberano corasmio rescindió el tratado que había firmado con Ibn Abdalá y no pudo ser sojuzgado por Yazid ibn al-Muhallab. El señor de Corasmia, al que Balami llama Chigán, afrontaba la rebelión de su hermano menor Jurrazadh, coligado con un poderoso enemigo, el rey de Jamchird, y debido a ello solicitaba el auxilio de Ibn Muslim; a cambio, se ofrecía a someterse a la autoridad del califa, a entregar dinero y ganado y a pagar tributo regularmente. Ibn Muslim anunció que se dirigiría a Sogdiana, pero en vez de ello fue velozmente contra la capital corasmia, Hazarasp. Su hermano Abderraḿán venció y diezmó a las huestes de Jamchird e hizo cuatro mil cautivos, a los que luego mandó pasar por las armas. Jurrazadh y sus seguidores también fueron apresados y ajusticiados. Sin embargo, los corasmios se rebelaron tan pronto como marchó Ibn Muslim y dieron muerte a su señor. Ibn Muslim sustituyó al gobernador, Iyas ibn Abdalá ibn Amr, por su propio hermano Abdalá ibn Muslim, que no pudo acabar con al revuelta; solamente tras la toma de Samarcanda, los musulmanes pudieron enviar un copioso destacamento al mando de al-Mughir ibn Abdalá para someter de nuevo la región. Los musulmanes mantuvieron la dinastía afrighí y dieron el trono a Askachamuk II, hijo de Azkachuar II. La conquista de Corasmia fue brutal: el erudito corasmio del siglo XI al-Biruni lo comparó con los saqueos de los bárbaros, puesto que los árabes asesinaron a gran parte de los miembros de las clases altas de la región, que habían favorecido la rebelión, y destruyeron muchos objetos de la cultura corasmia, incluyendo manuscritos.
Ibn Muslim se encaminó a Merv tras dejar Corasmia, pues su ejército estaba cansado y exigía que se pusiese fin a la campaña. Repentinamente, empero, viró hacia Samarcanda. Los sogdianos habían disuelto el grueso de sus huestes, lo que permitió al ejército árabe, reforzado por las levas de Bujará y Corasmia, arrollar a los escasos defensores que trataron de cortarles el paso y poner cerco a la ciudad. Gurak y los habitantes de esta resistieron con determinación y solicitaron el socorro de los señores de Shash y del valle de Ferganá. El de Shash les envió un poderoso ejército, al que los árabes tendieron una celada en la que lo aniquilaron. La noticia llegó a la ciudad cuando las máquinas de asedio del ejército musulmán habían abierto brecha en las murallas; las dos circunstancias impelieron a Gurak a capitular. Las condiciones que le impuso Ibn Muslim fueron sorprendentemente magnánimas: el pago de un tributo anual y la provisión de un cuerpo auxiliar como hacían Bujará y Corasmia, así como la construcción de una mezquita en la ciudad en la que pudiesen orar los soldados árabes. Una vez dentro de la ciudad, sin embargo, Ibn Muslim decidió ocuparla y colocar en ella una guarnición. Nombró gobernador de ella a uno de sus hermanos (las crónicas no coinciden en si fue Abderramán o Abdalá) y prohibió en acceso a la ciudadela a aquellos que no fuesen musulmanes. Gurak y su séquito abandonaron Samarcanda y fundaron una ciudad nueva algo al norte: Farankath. La treta de Ibn Muslim le permitió apoderarse  temporalmente de la mayoría de Transoxiana, si bien al quebrantar lo pactado en la capitulación de Samarcanda empañó la imagen que de él tenían los sogdianos.
Las fuentes árabes indican que por entonces los príncipes sogdianos llamaron en su auxilio a los turcos occidentales o a los turgueses, si bien no está clara la secuencia de los acontecimientos ni incluso si las crónicas son fiables en este punto. Sí se sabe que Ibn Muslim pasó los dos años siguientes intentando ampliar las fronteras del califato e incluir en él el valle del Jaxartes. Se internó en él al frente de un gran ejército, al que se sumaron unos veinte mil transoxianos, a comienzos del 713. Envió a los auxiliares aborígenes contra Shash, que parece que conquistaron, mientras Ibn Muslim dirigía al ejército árabe hacia Juyand y Ferganá. Se sabe poco de estas expediciones, si bien sí que Ibn Muslim venció en Juyand y en Minak, en la Ushrusana, y las fuentes chinas indican que llegó a la corte una embajada árabe. Al-Tabari afirma que Ibn Muslim se internó en territorio chino y llegó hasta Kasgar, pero los historiadores modernos lo descartan. Ibn Muslim volvió al Jaxartes en el 714, probablemente tomando por base de operaciones Shash, pero la noticia del fallecimiento de Ibn Yúsuf puso fin a la campaña de ese año. La muerte de su protector lo dejó en una posición vulnerable, por lo que prefirió disolver el ejército y volver a Merv.

### Rebelión y muerte
El califa Walid se apresuró a confirmar en el cargo de gobernador a Ibn Muslim; separó incluso la provincia, que dejó de depender del gobernador de Irak, pero incluso así la posición de Ibn Muslim era inestable: el ejército árabe estaba cansado de las constantes campañas y dividido por rivalidades intestinas, e Ibn Muslim se había enemistado con los principales grupos tribales árabes. Por añadidura, aunque gozaba en general de las simpatías de los persas, el jefe de los auxiliares nativos, Hayán an-Nabati, conspiraba contra él. Ibn Muslim ignoraba la conjura y se aprestó a emprender la campaña del 715, con la que pretendía apoderarse finalmente del valle de Ferganá y completar con ello la subyugación del valle del Jaxartes. Su única preocupación era que su antiguo rival Yazid ibn al-Muhalab recuperase el favor del califa tras la muerte de Ibn Yúsuf, por lo que su única precaución fue trasladar a su familia y sus pertenencias de Merv a Shash y apostar un destacamento en el Oxus.
La noticia del fallecimiento del califa Walid y el advenimiento de su hermano Suleimán ibn Abd al-Malik al trono llegó a la región cuando ya la campaña había comenzado. El nuevo soberano era enemigo acérrimo del Ibn Muslim, ya que este había pretendido eliminarlo de la línea sucesoria. Pese a ello, el nuevo califa lo confirmó en su cargo de gobernador provincial, lo que no bastó para tranquilizar a Ibn Muslim, que temía ser destituido en cualquier momento. Las negociaciones con el Gobierno damasceno fracasaron e Ibn Muslim decidió rebelarse contra él. Los árabes jorasaníes rehusaron sumarse a la revuelta y los auxiliares nativos, a pesar de serle favorables, no pudieron hacerlo porque lo impidió Hayán al-Nabati. Solo lo siguieron su familia, los bahilíes —su tribu— y su guardia de arqueros. Sus contrincantes, entre los que destacaba la tribu Tamim, se agruparon en torno a Waki ibn Abi Sud al-Tamimi. Ibn Muslim y algunos de sus parientes fueron asesinados en Ferganá por soldados árabes en agosto del 715 (según al-Tabari) o a principios del 716 (según Ibn Qutaybah). Ibn Abi Sud le sucedió en el cargo de gobernador, y ordenó al ejército que regresase a Merv, donde fue disuelto.
La autoridad musulmana en Transoxiana se esfumó poco después del fallecimiento de Ibn Muslim. Sus sucesores no gozaron del mismo prestigio entre la población local y fueron incapaces de conservar sus conquistas, acuciados por revueltas y la invasión de la región por el kanato turgués; en consecuencia, los musulmanes perdieron el control de la mayoría de la Transoxiana. Los musulmanes sufrieron descalabros como el del «Día de la Sed» o la derrota en la batalla del Desfiladero y quedaron debilitados también por rencillas internas. Los omeyas solamente recuperaron el dominio de la zona a partir del 738, en tiempos de Nasr ibn Sayar; la autoridad musulmana se afianzó únicamente con la trascendental victoria del nuevo Califato abasí sobre los ejércitos chinos en la batalla del Talas del 751, que hizo que los príncipes regionales se sometiesen por fin a la autoridad musulmana. En el sur, el zunbil de Zanbulistán también dejó de pagar tributo al califa tras la desaparición de Ibn Muslim y se mantuvo independiente durante varias décadas.
El papel de Ibn Muslim en la conquista e islamización gradual del Asia Central fue crucial, y los lugares del valle de Ferganá donde se creía que había sido enterrado (Narshaji y Chamal Qarsh) fueron luego meta de peregrinos que acudían a venerarlo. Sus descendientes también gozaron de puestos influyentes: su hijo Qatán fue gobernador de Bujará; Salm, otro hijo, gobernó Basora y Ray; y su sobrino Muslim lo fue de Balj. Sus nietos, especialmente los numerosos hijos de Salm, siguieron desempeñando altos cargos con los abasíes hasta bien entrado el siglo IX.